# Diệp Đông Tùng
Diệp Đông Tùng (tiếng Trung giản thể: 叶冬松, bính âm Hán ngữ: Yè Dōng Sōng, sinh tháng 11 năm 1958, người Hán) là chính trị gia nước Cộng hòa Nhân dân Trung Hoa. Ông hiện là Bí thư Đảng tổ, Chủ tịch Chính Hiệp Hà Bắc. Ông từng là Ủy viên dự khuyết Ủy ban Trung ương Đảng Cộng sản Trung Quốc khóa XVII, Bí thư Đảng tổ, Chủ tịch Chính Hiệp Hà Nam; Phó Bí thư Tỉnh ủy, Bộ trưởng Bộ Tổ chức Tỉnh ủy, Hiệu trưởng Trường Đảng Hà Nam; Phó Bộ trưởng Bộ Đất đai và Tài nguyên Trung Quốc.
Diệp Đông Tùng là đảng viên Đảng Cộng sản Trung Quốc, học vị Cử nhân Địa chất, Thạc sĩ Kinh tế học, chức danh Cao cấp kinh tế sư, Cao cấp công trình sư. Ông có sự nghiệp hơn 20 năm trong ngành khoáng sản địa chất trước khi được điều về công tác ở các địa phương Trung Quốc.

## Xuất thân và giáo dục
Diệp Đông Tùng sinh tháng 11 năm 1958 tại huyện Vô Vi, nay là thành phố cấp huyện Vô Vi thuộc địa cấp thị Vu Hồ, tỉnh An Huy, Cộng hòa Nhân dân Trung Hoa. Ông lớn lên và tốt nghiệp cao trung ở Vô Vi, tháng 3 năm 1977 thì được liệt kê diện thanh niên tri thức trong phong trào Vận động tiến về nông thôn và điều về huyện Trường Phong của Hợp Phì làm thanh niên lao động ở công xã Cương Tập (岗集公社) trong gần 1 năm. Tháng 2 năm 1978, phong trào kết thúc, Diệp Đông Tùng thi đỗ Học viện Địa chất Trường Xuân (长春地质学院, nay là Đại học Cát Lâm), tới vùng Đông Bắc này để nhập học Khoa Máy móc địa chất, tốt nghiệp Cử nhân chuyên ngành Kỹ thuật thăm dò vào tháng 1 năm 1981. Từ tháng 1 năm 1990 đến tháng 7 năm 1991, ông tới Thiên Tân theo học kinh tế chính trị học tại Sở nghiên cứu Kinh tế của Đại học Nam Khai, nhận bằng Thạc sĩ Kinh tế học. Ông được kết nạp Đảng Cộng sản Trung Quốc vào tháng 6 năm 1981 tại trường Trường Xuân, từng tham gia các khóa chính trị học gồm bồi dưỡng cán bộ trung, thanh niên 1 năm từ tháng 9 năm 1998 đến tháng 7 năm 1999, là nghiên cứu sinh tại chức tại Viện Nghiên cứu sinh về lý luận pháp luật từ tháng 9 năm 1998 đến tháng 7 năm 2001, đều tại Trường Đảng Trung ương Đảng Cộng sản Trung Quốc.

## Sự nghiệp

### Địa chất
Tháng 1 năm 1982, sau khi tốt nghiệp trường Trường Xuân, Diệp Đông Tùng trở về An Huy, được Chính phủ Nhân dân tỉnh An Huy nhận vào làm ở Cục Địa chất tỉnh, vị trí cán bộ của Trường Kỹ thuật Cục Khoáng sản địa chất. Giai đoạn này ông cũng đồng thời là cán bộ Ban Tuyên truyền Phòng Chính trị của Cục Khoáng sản địa chất, một cơ quan của Cục Địa chất tỉnh. Tháng 6 năm 1984, ông được chuyển sang làm cán bộ Ban Tổ chức của Phòng Chính trị, thăng chức làm Phó Đội trưởng Đội Địa chất 321 của Cục Khoáng sản địa chất. Hai năm sau, ông được phân công làm Phó Bí thư Chi bộ Đảng, Phó Giám đốc Công ty Lao động của Cục Khoáng sản địa chất, đến 1991, khi trở về từ trường Nam Khai thì được bổ nhiệm làm Trợ lý Cục trưởng và là Phó Cục trưởng Cục Khoáng sản địa chất từ tháng 3 năm 1993. Tháng 2 năm 1994, Diệp Đông Tùng được điều tới khối doanh nghiệp nhà nước, nhậm chức Phó Tổng giám đốc thường vụ Công ty Kỹ thuật địa chất Trung Quốc (tiền đề của Tập đoàn Kỹ thuật địa chất Trung Quốc, CGC) và là Bí thư Đảng ủy, Tổng giám đốc từ đầu năm 1995. Sang tháng 1 năm 1997, ông được điều về Bộ Khoáng sản địa chất Trung Quốc, nhậm chức Ty trưởng Ty Tài vụ. Đầu năm 1998, Bộ Khoáng sản địa chất được chuyển thể thành Bộ Đất đai và Tài nguyên, ông chuyển sang cơ quan này và tiếp tục là Ty trưởng Ty Tài vụ, rồi chuyển sang Ty trưởng Ty Giáo dục nhân sự của Bộ từ tháng 10 năm 1999. Tháng 9 năm 2001, ông được bổ nhiệm làm Thành viên Đảng tổ, Phó Bộ trưởng Bộ Đất đai và Tài nguyên, giữ chức vụ này gần 3 năm.

### Tổ chức địa phương
Tháng 7 năm 2004, Diệp Đông Tùng được điều về tỉnh Hà Nam, chỉ định vào Ban Thường vụ Tỉnh ủy, phân công làm Bộ trưởng Bộ Tổ chức Tỉnh ủy Hà Nam. Tháng 10 năm 2007, ông tham gia Đại hội Đảng Cộng sản Trung Quốc lần thứ XVII, được bầu làm Ủy viên dự khuyết Ủy ban Trung ương Đảng Cộng sản Trung Quốc khóa XVII. Tháng 7 năm 2010, ông là Phó Bí thư chuyên chức Tỉnh ủy, Bộ trưởng Bộ Tổ chức Tỉnh ủy, sang đầu năm 2011 thì kiêm thêm làm Hiệu trưởng Trường Đảng Hà Nam, Viện trưởng Học viện Hành chính Hà Nam trong thời gian ngắn. Ngày 21 tháng 1 năm 2011, ông được bầu làm Chủ tịch Ủy ban Hà Nam Hội nghị Hiệp thương Chính trị Nhân dân Trung Quốc, sau đó được miễn nhiệm các chức vụ ở Ban Thường vụ Tỉnh ủy Hà Nam. Giai đoạn này, ông từng là Tổ trưởng Tổ Thanh tra Trung ương của Ủy ban Kiểm tra Kỷ luật Trung ương Đảng Cộng sản Trung Quốc lần thứ 6. Đầu năm 2018, ông được điều tới tỉnh Hà Bắc, phân công làm Bí thư Đảng tổ Chính Hiệp tỉnh, rồi tới ngày 26 tháng 1 thì được bầu làm Chủ tịch Ủy ban Hà Bắc Hội nghị Hiệp thương Chính trị Nhân dân Trung Quốc. Ông là đại biểu tham gia các kỳ Đại hội Đảng Cộng sản Trung Quốc lần thứ XVIII, XIX nhưng không còn được bầu làm Ủy viên, đến cuối năm 2022 thì tiếp tục tham gia Đại hội Đảng Cộng sản Trung Quốc lần thứ XX từ đoàn đại biểu Hà Bắc.